# Roprachtice
Roprachtice (en allemand : Ruppersdorf) est une commune du district de Semily, dans la région de Liberec, en République tchèque. Sa population s'élevait à 281 habitants en 2021.

## Géographie
Roprachtice se trouve à 9 km au nord-est du centre de Semily, à 30 km au sud-est de Liberec et à 95 km au nord-est de Prague.
La commune est limitée par Vysoké nad Jizerou à l'ouest et au nord, par Poniklá à l'est, par Víchová nad Jizerou au sud-est, par Háje nad Jizerou au sud et par Příkrý au sud-ouest.

## Histoire
La première mention écrite du village date de 1352.

## Galerie

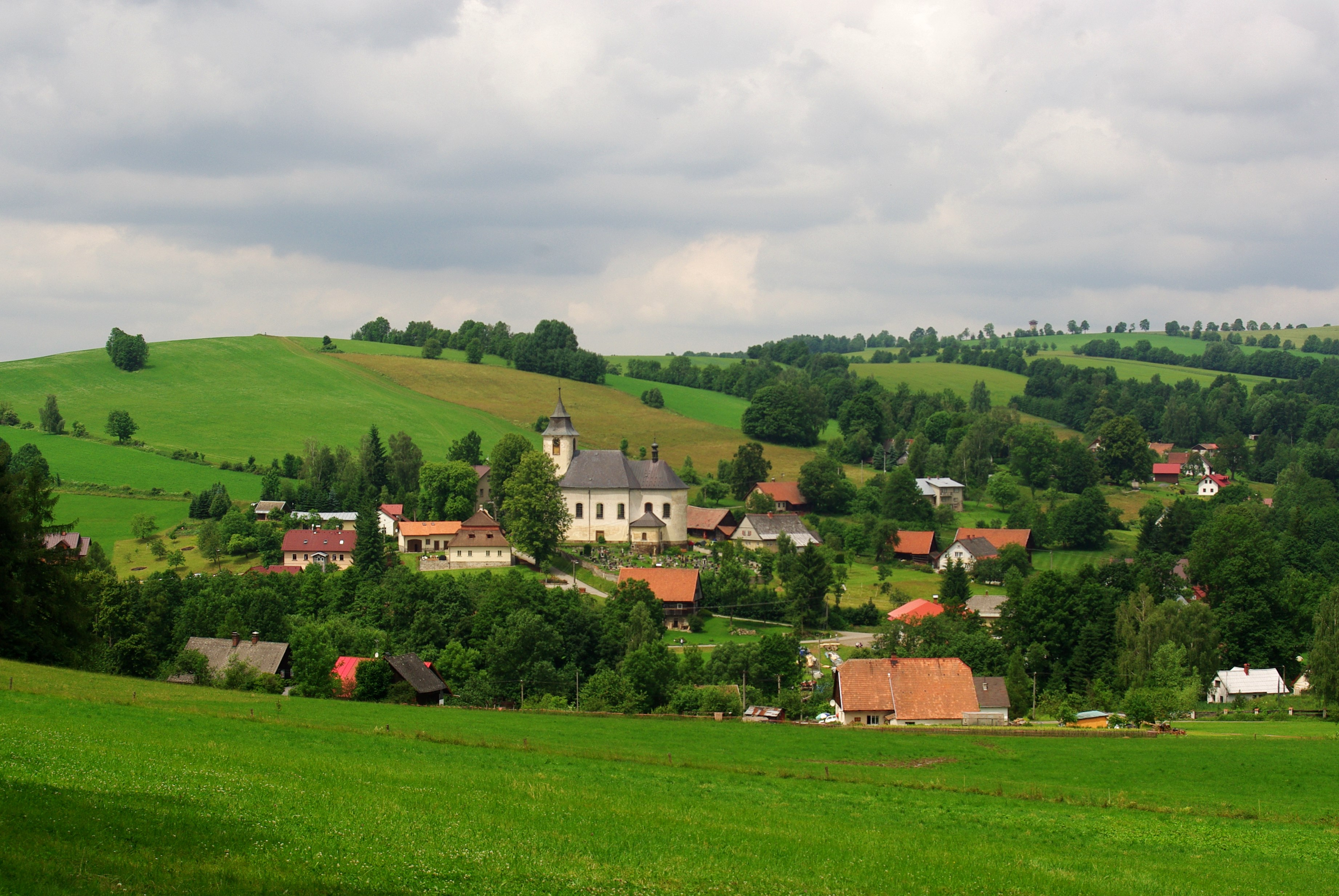
Roprachtice : vue générale.
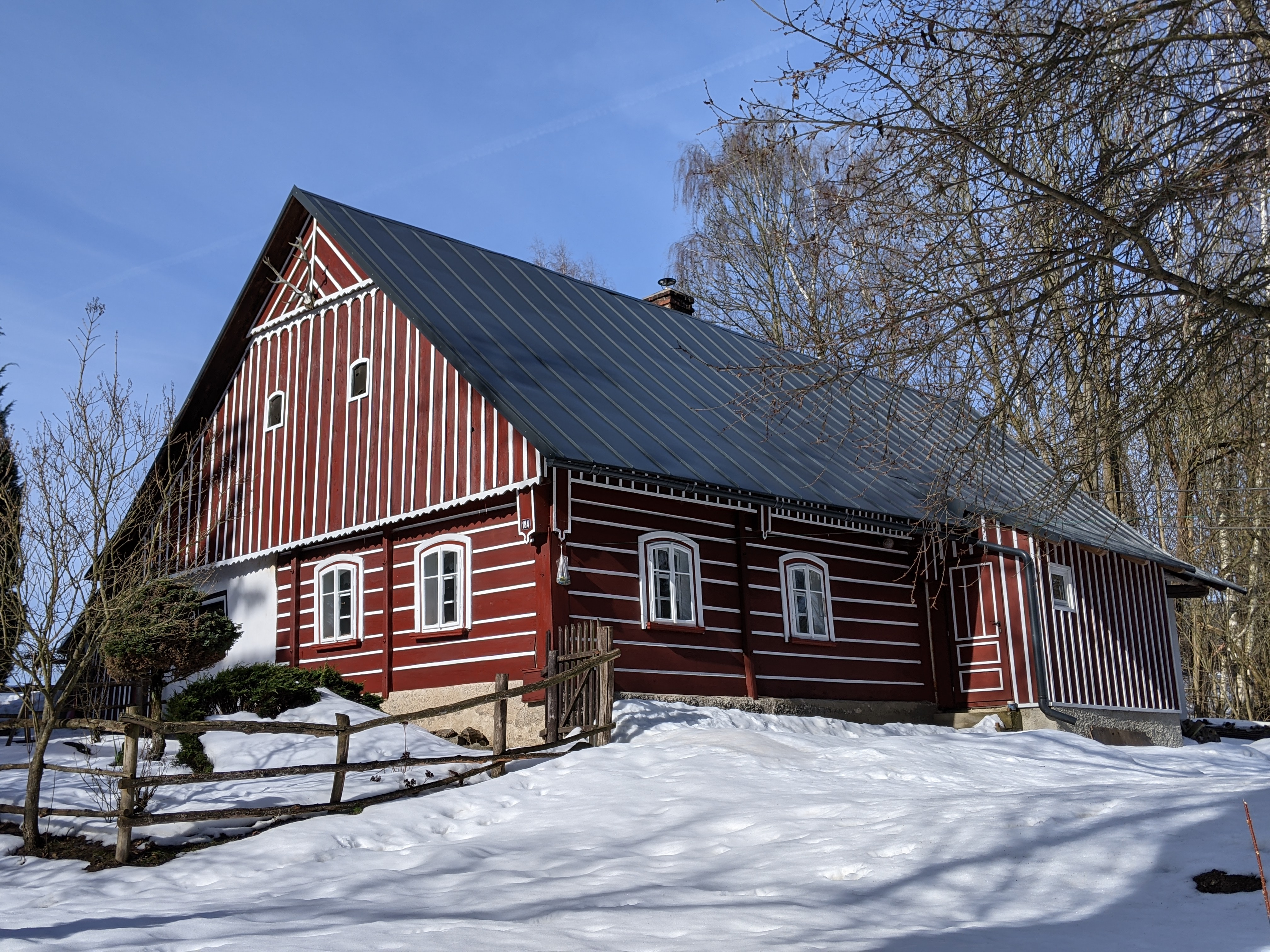
Architecture traditionnelle.

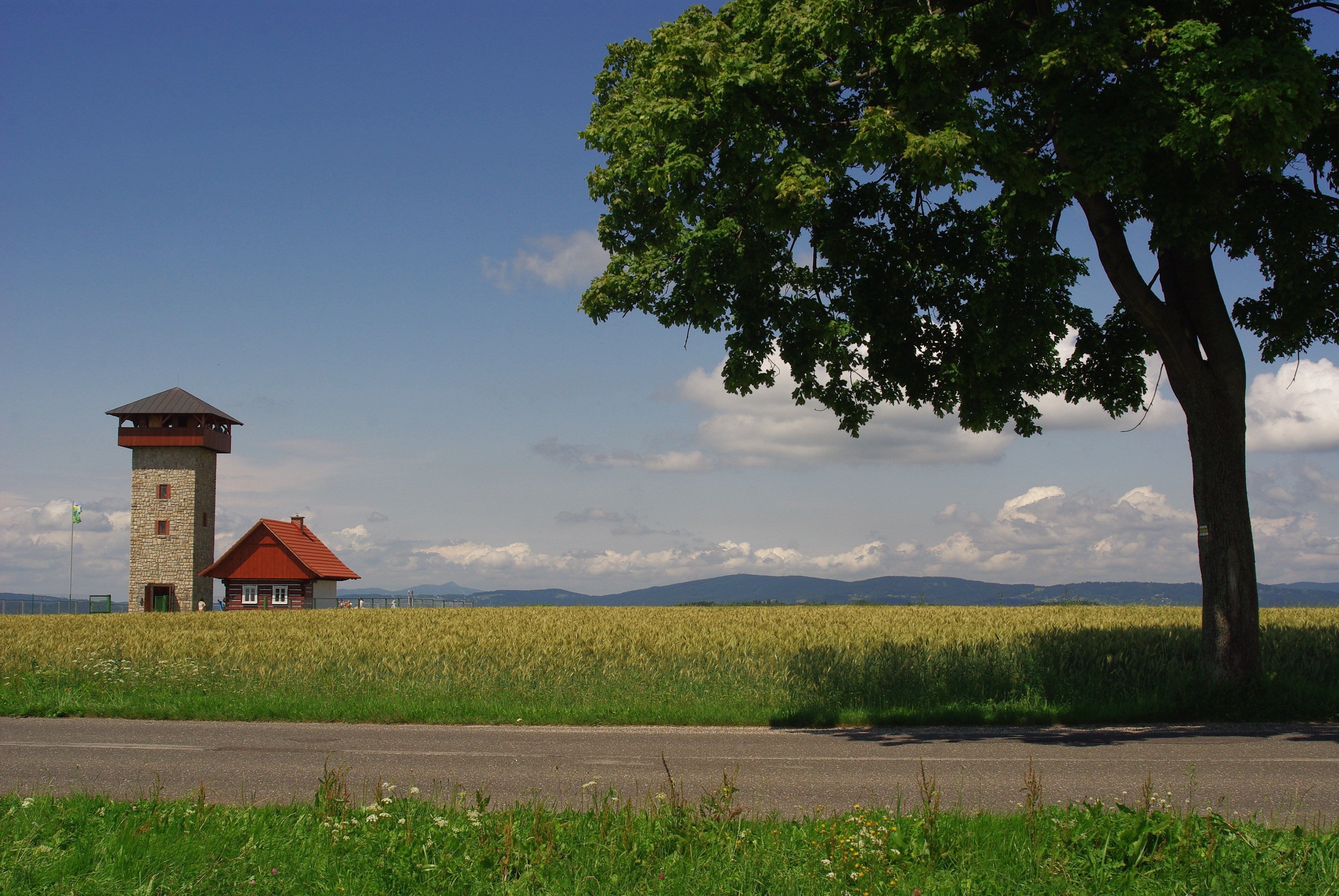
La tour de guet U Borovice (2009).
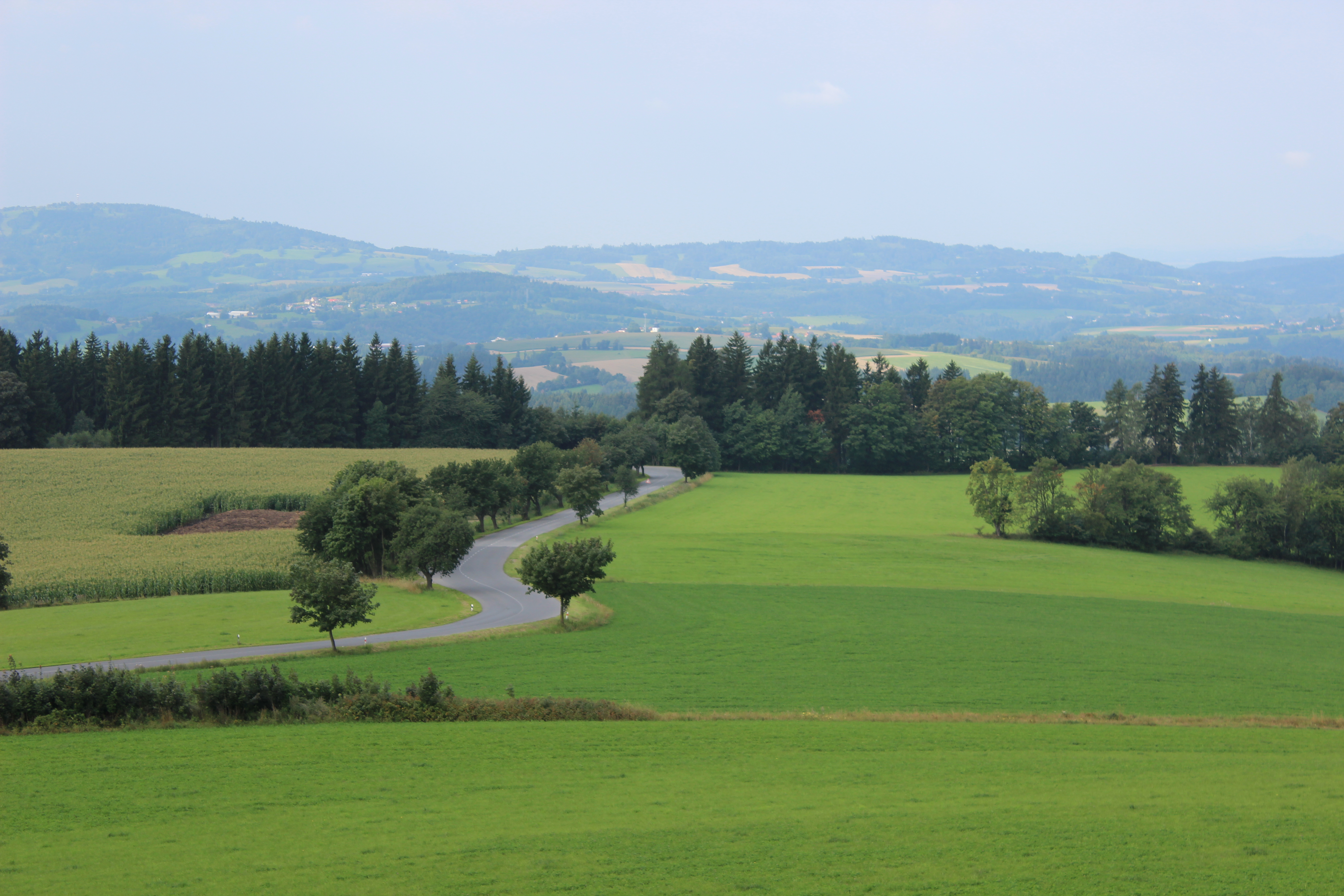
Vue depuis la tour de guet.

## Transports
Par la route, Roprachtice se trouve à 5 km de Vysoké nad Jizerou, à 14 km de Semily, à 42 km de Liberec et à 125 km de Prague.